# 게사펠슈타인
마이크 레비(프랑스어: Mike Lévy, 1985년 6월 13일 ~ )는 게사펠슈타인(프랑스어: Gesaffelstein)이라는 예명으로 잘 알려진 프랑스의 음악가, 프로듀서, DJ이다. 게사펠슈타인이라는 이름은 종합 예술이라는 뜻을 가진 Gesamtkunstwerk와 알베르트 아인슈타인의 합성어라고 하며, 위켄드, 카니예 웨스트, 다프트 펑크, 에이셉 라키 등 다양한 음악가들과 작업한 바 있다.